# Liste de camps d'été aux États-Unis et au Canada
Cette liste est dynamique en ce qu'elle évolue régulièrement et ne sera peut-être jamais complète. Vous pouvez la compléter en citant des sources fiables.

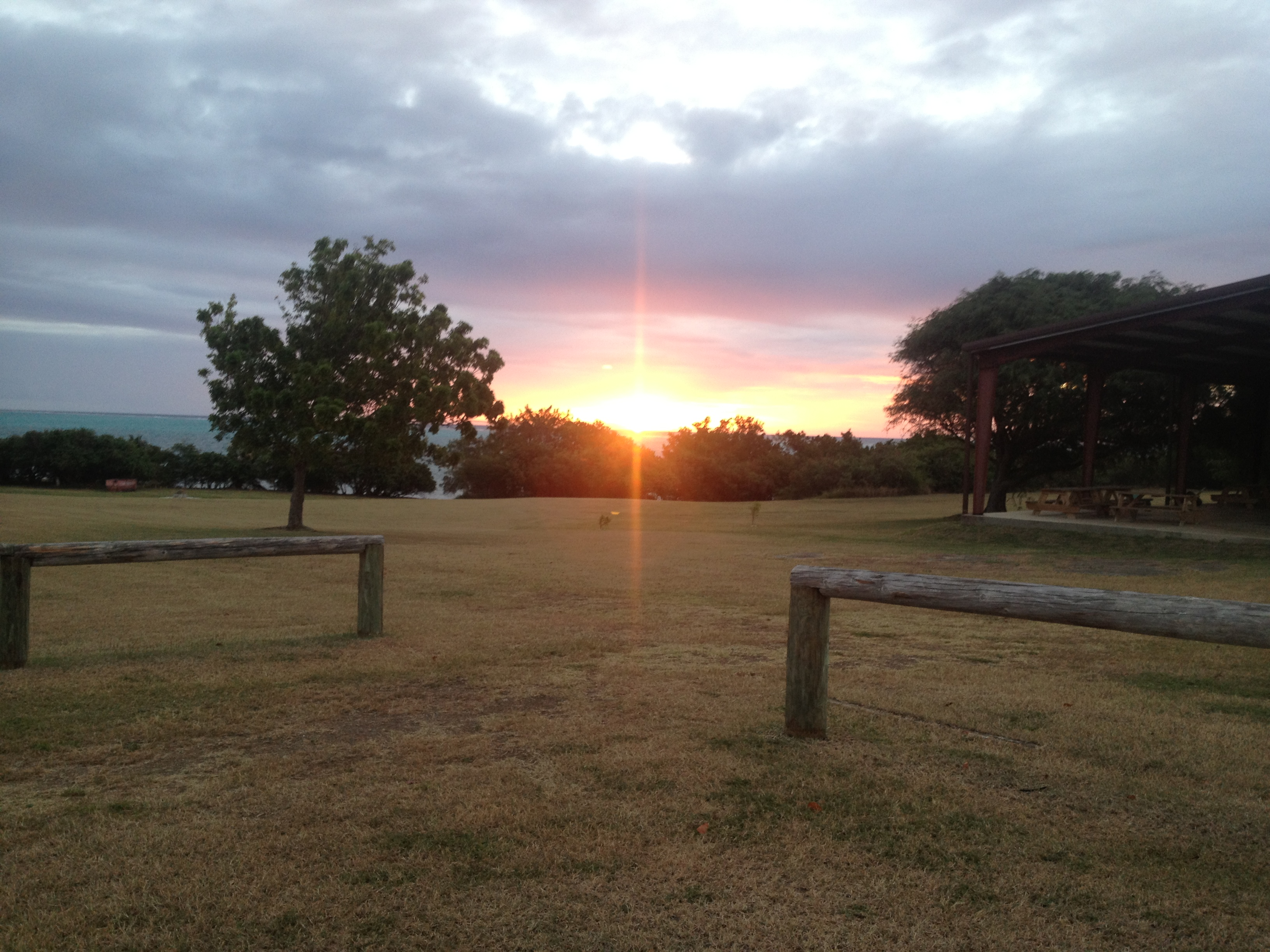
Camp Howard M. Wall des Îles Vierge, ÉUA, au coucher du soleil

La liste de camps d'été aux États-Unis et au Canada donne par catégorie les centres de vacances organisés durant les mois d'été pour les enfants et les adolescents et nommés summer camps dans ces pays.

## Camps traditionnels
- Adirondack Woodcraft Camps (en), dans les Adirondacks, à Old Forge, New York, ÉUA.
- Camp Agawam, un camp pour garçons, à Raymond, Maine, ÉUA.
- Camp Androscoggin, un camp pour garçons, à Wayne, Maine, ÉUA.
- Falling Creek Camp, un camp pour garçons, à Tuxedo, Caroline du Nord, ÉUA.
- Camp Fern, un camp mixte, dans comté de Harrison, Marshall, Texas, ÉUA.
- Camp Greylock, un camp pour garçons, à Backet, Massachusetts, ÉUA.
- Camp Highlands, un camp pour garçons, à Sayner, Wisconsin, ÉUA.
- Camp Kabeyun, un camp du lac Winnipesaukee, Alton, New Hampshire, ÉUA.
- Camp Merrie-Woode, un camp pour jeunes filles, dans les "western hills", Caroline du Nord, ÉUA.
- Camp Northway, un camp pour jeunes filles, Parc provincial Algonquin, Ontario, Canada.
- Camp Pathfinder, un camp pour garçons, Parc provincial Algonquin, Ontario, Canada.
- Holiday Home Camp, un camp du lac Geneva, dans Williams Bay, Wisconsin, ÉUA.
- Keewaydin, un camp de Salisbury, Vermont, ÉUA.

## Camps d'allégeance religieuse

### Camps chrétiens
- Camp Gray (Catholique), Wisconsin, ÉUA.
- Camp Iawah (Christian), Godfrey (Ontario), Ontario, Canada.
- Camp Livingstone (1953), Canton Stanstead, Québec, Canada.
- Camp Ondessonk (Catholique), Illinois, ÉUA.
- Camp Unirondack (Universaliste unitaire), New York, ÉUA.
- Christian Service Brigade (Chrétien), New York, ÉUA.
- Especially for Youth (Église de Jésus-Christ des Saints des Derniers Jours), Utah, ÉUA.
- The Wilds, (Protestant), Caroline du Nord, ÉUA.

### Camps juifs
- Camp Airy, Maryland, ÉUA.
- Camp Alonim, Simi Valley, Californie, ÉUA.
- Camp Avoda, Massachusetts, ÉUA.
- Camp Louise, Maryland, ÉUA.
- Camp Chi, Wisconsin, ÉUA.
- Camp Galil, Pennsylvanie, ÉUA.
- Camp Gesher, Cloyne, Ontario, Canada.
- Camp Interlaken JCC, Wisconsin, ÉUA.
- Camp Kimama, Israël, Italie, Autriche, Barcelone, New York, ÉUA.
- Camp Kinder Ring, New York, ÉUA.
- Camp Kinderland, Massachusetts, ÉUA.
- Camp Kinneret-Biluim, Mont-Tremblant, Québec, Canada.
- Camp Lavi, Pennsylvanie, ÉUA.
- Camp Massad, Sainte-Agathe-des-Monts, Québec, Canada.
- Camp Mesorah, New York, ÉUA.
- Camp Modin, Maine, ÉUA.
- Camp Morasha, Pennsylvanie, ÉUA.
- Camp Moshava Alevy, Californie, ÉUA.
- Camp Moshava Ennismore, Ontario, Canada.
- Camp Moshava Wildrose, Wisconsin, ÉUA.
- Camp Nesher, Pennsylvanie, ÉUA.
- Camp Ramah, Monts Berkshire, Californie du Sud, Canada, Darom, Nouvelle-Angleterre, Californie du Nord, Montagnes Rocheuses, Monts Pocono, Wisconsin, ÉUA.
- Camp Sabra, Montagnes Rocheuses, Missouri, ÉUA.
- Camp Seneca Lake, Pennsylvanie, ÉUA.
- Camp Shomria, New York, ÉUA.
- Camp Stone, Pennsylvanie, ÉUA.
- Camp Tavor, Michigan, ÉUA.
- Camp Tawonga, Californie, ÉUA.
- Camp Tel Noar, New Hampshire, ÉUA.
- Camp White Pine, comté de Haliburton, Ontario, Canada.
- Camp Yavneh, New Hampshire, ÉUA.
- Pinemere Camp, Pennsylvanie, ÉUA.
- Surprise Lake Camp, New York, ÉUA.

## Camps sportifs
- Camp Androscoggin, camp pour garçons, dans Wayne, Maine, ÉUA.
- IMG Academy, un internat préparatoire et un camp d'entraînement sportif, dans Bradenton, Floride, ÉUA.
- Kutsher's Camp Anawana, un camp de Monticello, New York, ÉUA.
- Kutsher's Sports Academy, un camp dans Montery, Massachusetts, ÉUA.
- Woodward Camp, un camp de Woodward, Pennylvanie, ÉUA.

## Camps de sommeil
- Big Lake Youth Camp, un camp Sisters, Oregon, ÉUA.
- Camp Agawam, Raymond, Maine, ÉUA.
- Camp Androscoggin, un camp pour garçons, dans Wayne, Maine, ÉUA.
- Camp Beaverbrook, un camp de Cobb, Californie, ÉUA.
- Camp Canadensis, un camp de Pocono Moutains, Monroe County, Pennsylvanie, ÉUA.
- Camp El Tesoro, un camp de Granbury, Fort Worth, Texas, ÉUA.
- Camp Highlands, un camp pour garçons, dans Sayner, Wisconsin, ÉUA.
- Camp Horseshoe for Boys, un camp pour garçons, dans Rhinelander, Wisconsin, ÉUA.
- Camp Ondessonk,un camp de Shawnee National Forest, Illinois, ÉUA.
- Camp Scatico, un camp mixte dans Hudson Valley, Elizaville, New York, ÉUA.
- Camp Wekeela, un camp de Harford, Maine, ÉUA.
- Farm and Wilderness, un camp de Plymouth, Vermont, ÉUA.
- Forest Lake Camp, un camp de Lac George, New York, ÉUA.
- Incarnation Camp, un camp d'Essex, Connecticut, ÉUA.
- Row New York, un camp dans New York City, New York, ÉUA.
- Tyler Hill Camp, un camp dans Tyler Hill, Wayne County, Pennsylvanie, ÉUA.
- Camp Green Lane, un camp de Green Lane, Pennsylvanie, ÉUA.

## Camps regroupés en réseaux

### Camps International
- Camps International (2002), un voyagiste international bénévole dont le siège est à Ringwood, dans le Hampshire au Royaume-Uni et à Dubaï, aux Émirats arabes unis.

### Camps Kesem
- Camp Kesem, partout aux États-Unis.

### Camps Quest
- Camp Quest (1996 aux ÉUA), une organisation de 13 camps affiliés établis aux États-Unis, au Royaume-Uni, en Suisse et en Norvège.

### Camps de scouts

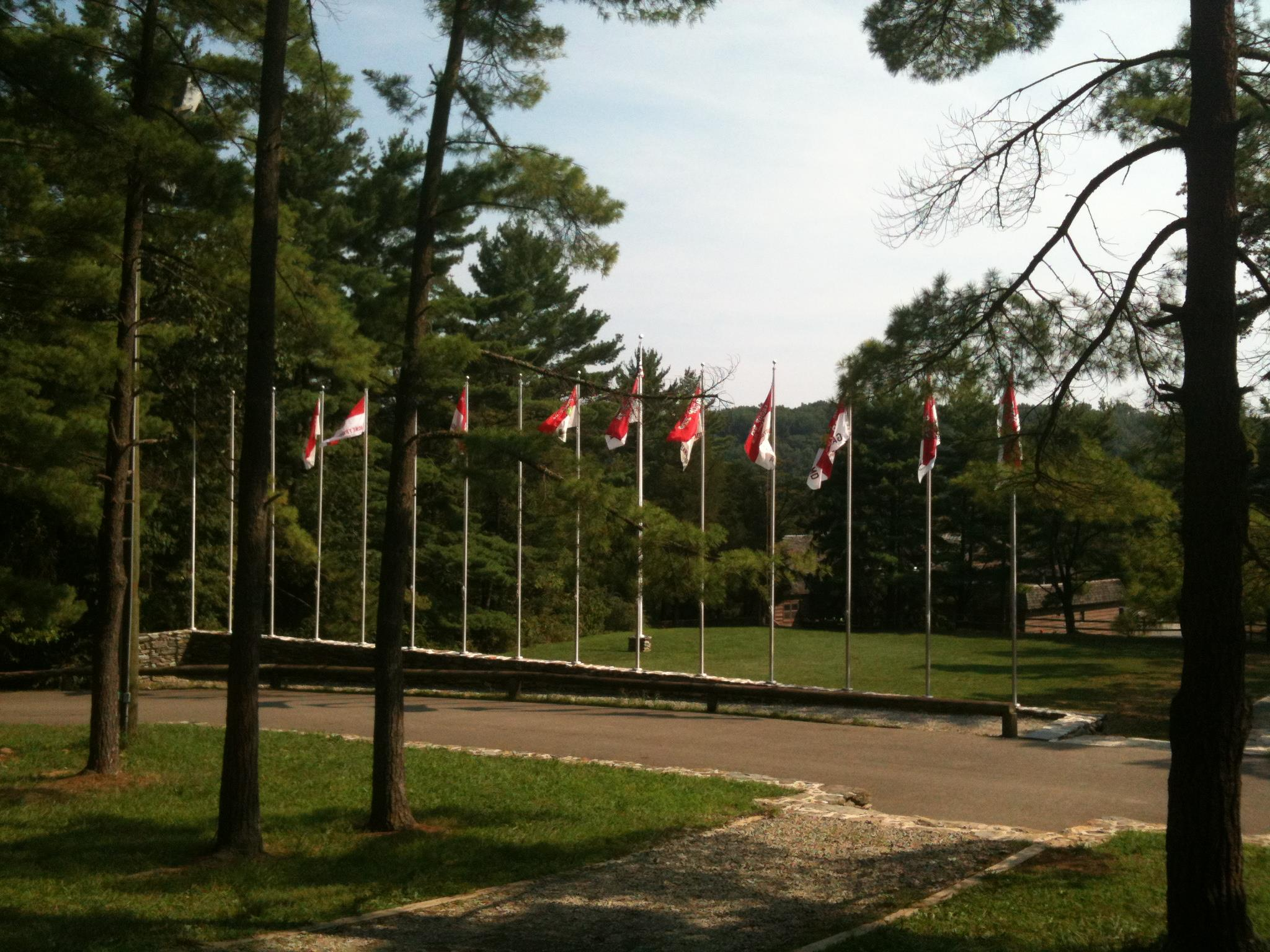
Horseshoe Scout Reservation.

#### Camps de scouts (États-Unis)
Le Boy Scouts of America parraine une centaine de colonies de vacances, notamment :
- Camp Babcock-Hovey, de Seneca Waterways Council, à Finger Lakes, New York, ÉUA.
- Camp Brule, de Five Rivers Council, à Sullivan County, Pennsylvanie, ÉUA.
- Camp Howard M. Wall, Îles Vierges, ÉUA.
- Camp Onway, jadis de Yankee Clipper Council, à Raymond, New Hampshire, ÉUA.
- Camp Wanocksett, de Nashua Valley Council, à Dublin, New Hampshire, ÉUA.
- Firestone Scout Reservation, de Los Angeles Area Council, à l'est de Diamond Bar, Californie, ÉUA.
- Forest Lawn Scout Reservation, de Los Angeles Area Council, près de Lake Arrowhead, Californie, ÉUA.
- Goshen Scout Reservation, de National Capital Area Council, près de Goshen, Virginie, ÉUA.
- Hawk Mountain Scout Reservation, de Hawk Mountain Counciln nord de Strausstown, Pennsylvanie, ÉUA.
- LeFeber Northwoods Camps, de Milwaukee County Council near Laona, Wisconsin, ÉUA.
- June Norcross Webster Scout Reservation, de Connecticut Rivers Council, à Ashford, Connecticut, ÉUA.
- Log Cabin Wilderness Camp, de Los Angeles Area Council, à Parc national de Yosemite, ÉUA.
- Ockanickon Scout Reservation, de Bucks County Council, à Bucks County, Pennsylvanie, ÉUA.
- Owasippe Scout Reservation, de Chicago Area Council, à Twin Lake, Michigan, ÉUA.
- Rodney Scout Reservation, de Del-Mar-Va Council, à Cecil County, Maryland, ÉUA.
- Spanish Trail Scout Reservation, de Gulf Coast Council, à DeFuniak Springs, Florida, ÉUA.
- Ten Mile River Scout Reservation, de Greater New York Councils near Narrowsburg, New York, ÉUA.
- Yawgoog Scout Reservation, de Narragansett Council, à Rockville, Rhode Island, ÉUA.
- Winnebago Scout Reservation, de Patriots' Path Council, à Rockaway, New Jersey, ÉUA.

### Camps du YMCA/YWCA

#### Camps du YMCA/YWCA (Canada)
- Big Cove YMCA Camp, Nouvelle-Écosse, Canada.
- YWCA Camp Davern, Maberly, Ontario, Canada.
- YMCA Camp Queen Elizabeth, London, Ontario, Canada.
- YMCA Wanakita, Haliburton, Ontario, Canada.

#### Camps du YMCA/YWCA (États-Unis)
- Camp Becket, YMCA colonie de vacances pour garçons, Becket, Massachusetts, ÉUA.
- Camp Dudley, YMCA, Westport, New York, ÉUA.
- Camp Hazen YMCA, Chester, Connecticut, ÉUA.
- YMCA Camp Menogyn, YMCA Wilderness Adventures, Grand Marais, Minnesota, ÉUA.
- Phantom Lake YMCA Camp, Mukwonago, Wisconsin, ÉUA.
- YMCA Camp Arbutus Hayo-Went-Ha for Girls, Michigan, ÉUA.
- YMCA Camp Cory, Milo, New York, ÉUA.
- YMCA Camp Fitch on Lake Erie, Springfield Township (comté d'Érié, Pennsylvanie), Pennsylvanie, ÉUA.
- YMCA Camp Hayo-Went-Ha for Boys, Michigan, ÉUA.
- YMCA Camp Orkila, Orcas Island, Washington state, ÉUA.
- YMCA Camp Seymour, Gig Harbor, Washington, ÉUA.
- YMCA Camp Speers (1948), Dingmans Ferry, Pennsylvanie, ÉUA.
- YMCA Camp Tecumseh, Lafayette, Indiana, ÉUA.
- YMCA Camp Greenville, comté de Greenville, Caroline du Sud, ÉUA.
- YWCA Camp Westwind, Oregon Coast, ÉUA.

## Camps de feu de camp
- Camp Namanu (1924) initialement pour filles, Sandy, Oregon, ÉUA.
- Camp Sealth (1920) pour filles jusqu'en 1975, Vashon Island, Washington, ÉUA.
- Camp Wyandot, Hocking Hills, Ohio, ÉUA.

## Camps d'arts et d'éducation
- Adventures of the Mind, Santa Monica, Californie, ÉUA.
- Minnesota Institute for Talented Youth, Saint Paul (Minnesota), Minnesota, ÉUA.

### Camps d'arts, de musique et de théâtre

#### Canada
- CAMMAC, Harrington, Québec, Canada.
- Camp Musical Père Lindsay (1967) (jadis désigné "Camp musical de Lanaudière"), Saint-Côme, Québec, Canada.
- Ottawa Little Theatre (1913) Summer Drama Camps, Ottawa, Ontario, Canada.
- Camp musical Saint-Alexandre (1970), Saint-Alexandre-de-Kamouraska, Québec, Canada.
- Camp musical Tutti (1995) (désigné aussi "Camp musical de l'Estrie"), Université Bishop's, Sherbrooke, Québec, Canada.
- Ottawa Little Theatre Youth Workshops, Ottawa, Ontario, Canada.
- YouthWrite (1996), Bragg Creek, Alberta, Canada.

#### États-Unis
- American Musical and Dramatic Academy (AMDA) Conservatoire d'été du lycée
- Camp Appel Farm, New Jersey, ÉUA.
- Aspen Music Festival and School, Aspen, Colorado, ÉUA.
- Camp Belvoir Terrace for Girls, Massachusetts, ÉUA.
- Blue Lake Fine Arts Camp, Twin Lake, Michigan, ÉUA.
- Bowdoin International Music Festival
- Buck's Rock Performing and Creative Arts Camp, New Milford, Connecticut, ÉUA.
- Cazadero Performing Arts Camp, Californie, ÉUA.
- French Woods Festival of the Performing Arts, Hancock, New York, ÉUA.
- Greenwood Music Camp, Massachusetts, ÉUA.
- Harand Camp of the Theatre Arts (1955), Wisconsin (Kenosha), Illinois (Evanston), ÉUA.
- Interlochen Arts Camp (en) (1962), Interlochen, Michigan, ÉUA.
- International Music Camp, Dakota du Nord, ÉUA
- Island Lake Sports & Art Center, Starrucca, Pennsylvanie, ÉUA.
- Lyceum Music Festival (2008), American Fork, Utah, ÉUA.
- Maine Jazz Camp (1979), partout dans le Maine, ÉUA.
- Meadowmount School of Music (1944), Westport, New York, ÉUA.
- Midwest Young Artists Conservatory (1993), Highwood, Illinois, ÉUA.
- New England Music Camp (1937), Sidney, Maine, ÉUA.
- Rocky Mountain Conservatory Theatre (2007), Colorado (Denver), Floride, Illinois, ÉUA.
- École de l'Art Institute of Chicago (1866) (School of the Art Institute of Chicago ; SAIC), Chicago, Illinois, ÉUA.
- Sitka Fine Arts Camp (1973), Sitka, Alaska, ÉUA.
- Stagedoor Manor, Loch Sheldrake, New York, ÉUA.
- The Walden School, Media, Pennsylvanie, ÉUA.

### Camps de mathématiques et de sciences
- Camp Watonka for Boys, Pennsylvanie, ÉUA.
- Canada/USA Mathcamp, USA and Canada
- Mathematical Olympiad Program, Nebraska, ÉUA.

#### Camps spatiaux
- Cosmodôme (1970), Laval, Québec, Canada.
- Euro Space Center, Linin, Belgique.
- European Space Camp, Andøya, Norvège.
- Centre spatial Kennedy (Kennedy Space Center), Cap Canaveral, Floride, ÉUA[2].
- Space Camp Catalonia, Vilanova i la Geltrú, Espagne.
- Space Camp Turkey, Izmir, Turquie.
- Space World, Japon (fermé en 2018)
- United States Space Camp, Huntsville, Alabama, ÉUA.

#### Camps informatiques
- Digital Media Academy, Siège et camps californiens aux États-Unis, plus Canada.
- iD Tech Camps, Siège californien et camps nationaux, ÉUA.
- National Computer Camps, Connecticut, Géorgie et Ohio, ÉUA.
- Vision Tech Camps, San Ramon, Californie, ÉUA.

### Camps linguistiques
- Concordia Language Villages, Minnesota, ÉUA.
  - Al-Wāḥa, Arabic village, Minnesota, ÉUA.
  - Lac du Bois French village, Minnesota, ÉUA.
  - Sjölunden, Swedish village, Minnesota, ÉUA.
  - Waldsee, German village, Minnesota, ÉUA.
- Ekocamp International (1994), Mont-Tremblant, Québec, Canada.
- Séminaire Salésien (incluant "Le camp des Berges Dominique Savio"), Sherbrooke, Québec, Canada.

### Camps d'équitation
- Camp Grison, Racine, Québec, Canada.
- Le Ranch Massawipi (1960), Roxton Pond, Québec, Canada.

## Camps axés sur la santé, les conditions médicales et les besoins spéciaux
- Barton Center for Diabetes Education (incluant Clara Barton Camp), Massachusetts, Connecticut, et New York, ÉUA.
- Camp Akeela, Thetford, Vermont, ÉUA.
- Camp Bloomfield (1958), dans les Monts Santa Monica, Californie, ÉUA.
- Camp Citéjoie (1962) pour handicapés, Lac-Beauport, Québec, Canada.
- Camp Double H Ranch (1993), Lake Luzerne, New York, ÉUA.
- Camp Lee Mar (1953), Lackawaxen, Pennsylvanie, ÉUA.
- Camp Meadowood Springs, Weston, Oregon, ÉUA.
- Camp Tuolumne Trails (2002), Groveland, Californie, ÉUA.
- Camp Wonder (2001), Walnut Creek, Californie, ÉUA.
- Happiness is Camping (1980), Hardwick, New Jersey, ÉUA.
- Hole in the Wall Gang Camp (1988), Ashford, Connecticut, ÉUA.
- NJ 'Y' Round Lake Camp (2007), Milford, Pennsylvanie, ÉUA.
- Ramapo for Children, Rhinebeck, New York, ÉUA.
- Summit Camp & Travel (1969), Honesdale, Pennsylvanie, ÉUA.

## Autres camps

### Autres camps (Canada)
- Camp Beaver Creek, Saskatchewan, Canada.
- Camp Bruchési (1925) (jadis "Camp David", puis "Camp de santé Bruchési"), Lac de l'Achigan, Saint-Hippolyte, Québec, Canada.
- Camp Claret (1964), Sherbrooke, Québec, Canada.
- Colonie de vacances de Granby (1943), Granby, Québec, Canada.
- Colonie de vacances des Grèves (1912), Contrecœur, Québec, Canada
- Camp Les Jeunes de Jadis du Village québécois d'antan, Drummondville, Québec, Canada
- Camp Kanawana (1894) du YMCA, Saint-Sauveur, Québec, Canada.
- Camp Kinkora (1926), Sainte-Agathe-des-Monts, Québec, Canada.
- Camp et auberge du Lac en Cœur (1946), Lac-aux-Sables, Mauricie, Québec, Canada.

Camp Le Saisonnier, Lac-Beauport, Québec Canada.
- Camp Manitou Canada, Parry Sound, Ontario, Canada.
- Camp Manitou (Manitoba) (1930), Headingley, Manitoba, Canada.
- Camp Minogami (1963), Shawinigan, Québec, Canada.
- Camp Nominingue (1911), camp anglais pour garçons, Nominingue, Québec, Canada.
- Camp Notre-Dame-de-Grâce, lac de l'Achigan, Saint-Hippolyte, Québec, Canada.
- Camp Northway (1914) pour filles, parc provincial Algonquin, Ontario, Canada.
- Camp Ouareau (1922), camp pour jeunes filles, Lanaudière, Québec, Canada.
- Camp Papillon (1938), Saint-Alphonse-Rodriguez, Matawinie, Québec, Canada.
- Camp Pathfinder for Boys, parc provincial Algonquin, Ontario, Canada.
- Colonie de vacances Sainte-Jeanne d'Arc (1926), Contrecœur, Québec, Canada.
- Summer Science Day Camp (1989), Vancouver, Colombie-Britannique, Canada.
- Camp Trois-Saumons (1951), Lac Trois-Saumons, Saint-Aubert, L'Islet, Québec, Canada.
- Camp Val Notre-Dame (1957), Hérouxville, Québec, Canada.
- Camp White Pine (1956), comté de Haliburton, Ontario, Canada.
- Camp Windigo (1942) pour garçons, parc provincial Algonquin, Ontario, Canada

### Autres camps (États-Unis)
- Camp Androscoggin for Boys (1907) pour garçons, Wayne, Maine, ÉUA.
- Camp Anokijig, Plymouth, Wisconsin, ÉUA.
- Camp Becket for Boys / Camp Chimney Corners for Girls (1903), Monts Berkshire, Massachusetts, ÉUA.
- Camp Belknap for Boys (1903), Tuftonboro, New Hampshire, ÉUA.
- Camp Billings (1906), West Fairlee and Thetford, Vermont, ÉUA.
- Camp Bucks Rock (1942), New Milford, Connecticut, ÉUA.
- Camp Calvin Crest (1954), Oakhurst (comté de Madera), Californie, ÉUA.
- Camp Canadensis (1941), Monts Pocono, Pennsylvanie, ÉUA.
- Echo Hill Ranch (1953), Texas Hill Country, Texas, ÉUA.
- Camp Eden Village (2006), Putnam Valley, New York, ÉUA.
- Encampment for Citizenship (1946), organisant des programmes d'été en résidences pour jeunes, New York, ÉUA.
- Camp Chewonki (1915), Wiscasset, Maine, ÉUA.
- Camp Firwood (1921), Bellingham, Washington, ÉUA.
- Falling Creek Camp (1968) for boys, Tuxedo, Caroline du Nord, ÉUA.
- Forest Lake Camp (1926), Lake George, New York, ÉUA.
- Geneva Glen Camp (1922), Indian Hills, Colorado, ÉUA.
- Camp Glacier View Ranch (1980), Boulder, Colorado, ÉUA.
- Camp Gray (1953), Reedsburg, Wisconsin, ÉUA.
- Camp Greylock for Boys (1916), Becket, Massachusetts, ÉUA.
- Camp Greystone (1920), Tuxedo, Caroline du Nord, ÉUA.
- Camp Highlands (1904) for boys, Sayner, Wisconsin, ÉUA.
- Camp Horseshoe for Boys (1932), Rhinelander, Wisconsin, ÉUA.
- Camp Joslin for Boys (1921), Oxford, Massachusetts, ÉUA.
- Camp Kabeyun for Boys (1924), Alton, New Hampshire, ÉUA.
- Camp Keewaydin for Boys/Camp Songadeewin for Girls (1893) (jadis: Camp Kah Kou, jusqu'en 1901), Salisbury, Vermont, ÉUA.
- Camp Kesem (2000), programme universitaire de camps d'été implanté partout aux ÉUA (100 chapitres) destiné aux enfants de parents atteint du cancer.
- Camp Kutsher, Monterey, Massachusetts, ÉUA.
- Camp Letts (1906), Rhode River, Maryland, ÉUA.
- Camp Lohikan (1957), Lac Como, Pennsylvanie, ÉUA.
- Camp Lourdes (1942), Ten Mile Point, New York, ÉUA.
- Mahaffey Camp (1894), Pennsylvanie, ÉUA.
- Camp Manitou (Maine), camp pour garçons à Oakland, Maine, ÉUA;
- Camp Manitou-Lin (1913) du YMCA, Middleville, Michigan, ÉUA.
- Camp Mataponi (1910) pour filles, Naples, Maine, ÉUA.
- Camp Merrie-Woode (1919) pour filles, Sapphire, Comté de Jackson (Caroline du Nord), Caroline du Nord, ÉUA.
- Camp Mo Ranch (1949), Hunt, Texas, ÉUA.
- Camp Mountain Meadow Ranch (1956), Susanville, Californie, ÉUA.
- Camp North Star (Maine), Poland Spring, Maine, ÉUA.
- Camp North Star (Wisconsin) pour garçons, Hayward, Wisconsin, ÉUA.
- Camp Onyahsa (1898), Dewittvill, New York, ÉUA.
- Camp Quest USA, Virginie, ÉUA.
- Camp Quest UK (2008), un camp d'été humaniste laïque britannique, Royaume-Uni.
- Raquette Lake Camps (1916), un camp pour garçons et un autre pour filles, Raquette Lake, New York, ÉUA.
- Red Arrow Camp (1920) pour garçons, Woodruff, Wisconsin, ÉUA.
- Camp of Rising Son (Mississipi), à French Camp, Mississippi, ÉUA.
- Camp Rising Sun (Clinton) (1989) international pour filles à Clinton, New York, ÉUA.
- Camp Rising Sun (Connecticut) (1983) pour les enfants ayant le cancer, Colebrook, Connecticut, ÉUA.
- Camp Rising Sun (New Mexico) (2006), Albuquerque, Nouveau-Mexique, ÉUA.
- Camp Rising Sun (New York) (1929) international pour garçons, Red Hook, Brooklyn, New York, ÉUA.
- Camp Rockmont (1956) pour garçons, Black Mountain, Caroline du Nord, ÉUA.
- Camp Seymour (1905), Gig Harbor, Washington, ÉUA.
- Camp Shamineau, comté de Motley, Minnesota, ÉUA.
- Camp Tékakwitha (1938), Leeds, Maine, ÉUA.
- Camp Timanous (1887), Raymond, Maine, ÉUA.
- Tyler Hill Camp, Tyler Hill, Pennsylvanie, ÉUA.
- Camp Unirondack (1951), Lowville, New York, ÉUA.
- Valley Mill Camp, Germantown, Maryland, ÉUA.
- Camp Wawona (1929), Wawona, Californie, ÉUA.
- Camp Wekeela (1922), Hartford, Maine, ÉUA.
- Camp Winnarainbow (1976), Laytonville, Californie, ÉUA.
- Woodward Camp (1970), Woodward, Pennsylvanie, ÉUA.

## Anciens camps

### Anciens camps (Canada)
- Big Doe Camp (1946-1998), Burk's Falls, Ontario, Canada.
- Camp Bell (?-1928), lac de l'Achigan, Saint-Hippolyte, Québec, Canada.
- Camp Boisjoly (1924-2015), au Lac Brais, Racine, Québec, Canada.
- Camp Boscoville (1940?-1997), Rivière-des-Prairies, Montréal, Québec, Canada.
- Camp Les Buissonnets (1942?-1952?) pour les orphelins de l'Oeuvre des Buissonnets, Richelieu, Québec, Canada.
- Camp Chapleau (1906-2007) du Old Brewery Mission, Montfort, Québec, Canada.
- Camp Eaton (?-1928) pour filles employés du magasin, lac de l'Achigan, Saint-Hippolyte, Québec, Canada.
- Camp Fresh-Air pour aînés et familles juives, lac de l'Achigan, Saint-Hippolyte, Québec, Canada.
- Camp du lac Écho (1927-?), Québec, Canada.
- Camp de plein air La Vigie, Lac Saint-Joseph, Portneuf, Québec, Canada.
- Camp Le Grillon (1933-?) pour enfants infirmes, à l'île Saint-Bernard (ou île des Sœurs Grises), Verdun, Québec, Canada.
- Camp Naskapi (1894-?) du YMCA, Saint-Gabriel-de-Valcartier, Québec, Canada.
- Camp Notre-Dame-de-Grâce, camp scout près de la coulée du lac Masson, Québec, Canada.
- Colonie Notre-Dame de l'Oasis (1924-1993), Lac Simon, Portneuf, Québec, Canada.
- Colonie de vacances Notre-Dame du Bon-Accueil, Québec, Canada.
- Camp Oka (1926-?), Oka, Québec, Canada.
- Camp Oolawhan (1915-2005) du YWCA pour filles, à Sainte-Marguerite-du-Lac-Masson, Laurentides, Québec, Canada.
- Club Ranger, lac de l'Achigan, Saint-Hippolyte, Québec, Canada.
- Camp du lac de l'Achigan de l'Armée du Salut (?-2020), lac de l'Achigan, Saint-Hippolyte, Québec, Canada.
- Colonie de vacances Saint-Arsène pour orphelins de l'orphelinat de Saint-Arsène de Montréal, sous l'égide des Frères de Saint-Gabriel, acquis par la Colonie de vacances Sainte-Jeanne d'Arc, Contrecœur Québec, Canada.
- Camp Val-Estrie (1942-2016), propriété d'Espaces Jeunesse, Waterville, Québec, Canada.
- Colonie Ville-Marie, Québec, Canada.
- Camp Werdale pour garçons, lac de l'Achigan, Saint-Hippolyte, Québec, Canada.
- Village étudiant du lac Ouareau (1948-1957), Saint-Donat, Québec, Canada.

### Anciens camps (États-Unis)
- Camp Beaverbrook (1961-1985), Cobb, Californie, ÉUA.
- Camp Diana-Dalmaqua (1920-?), Glen Spey, New York, ÉUA.
- Good Fellow Club Youth Camp (1941-1976), Indiana Dunes, Indiana, ÉUA.
- Camp Ma-Ho-Ge, Bethel, New York, ÉUA.
- Camp Naomi, Massachusetts et Maine, ÉUA.
- Camp Ranger, Bethel, New York, ÉUA.
- Camps Mohican Reena (1928-1963), Palmer, Massachusetts, ÉUA.
- Kutsher's Camp Anawana (1930-1992), Monticello, New York, ÉUA.